# Puzňakivci
Puzňakivci, česky dříve Puzňakovce, ukrajinsky Пузняківці, maďarsky Szarvasrét, jsou obec v Kolčynské územní komunitě (ukrajinsky Кольчинська селищна громада), v okrese Mukačevo, v Zakarpatské oblasti Ukrajiny. V roce 2025 zde žilo 538 obyvatel; v celé obci celkem 1288 obyvatel.

## Místní části
- Puzňakivci, ukrajinsky: Пузняківці
- Hercivci, ukrajinsky: Герцівці
- Hrabovo, ukrajinsky: Грабово
- Kryte, ukrajinsky: Крите
- Trostjanycja, ukrajinsky: Тростяниця[2]

## Historie
Před uzavřením Trianonské smlouvy byla obec součástí Uherska. Poté se stala součástí první československé republiky, přičemž příslušný obecní notariát byl v Nových Klenovcích. Od 15. dubna 1939 byla součástí samostatného státu Karpatská Ukrajina; o několik dní později bylo Zakarpatí obsazeno maďarskými vojsky. Od roku 1945 byla součástí Ukrajinské sovětské socialistické republiky, která byla součástí SSSR. Od roku 1991 je součástí samostatné Ukrajiny.